# Виконавчі органи місцевого самоврядування в Україні
Викона́вчий о́рган місце́вого самоврядува́ння — створюваний представницьким органом місцевого самоврядування орган, що є підконтрольним і підзвітним відповідній раді, а з питань здійснення делегованих йому повноважень органів виконавчої влади — також підконтрольним відповідному органу виконавчої влади.
Виконавчими органами сільських, селищних, міських, районних у містах (у разі їх створення) рад в Україні є їх виконавчі комітети, відділи, управління та інші створювані радами виконавчі органи.
Виконавчий комітет ради утворюється відповідною радою на строк її повноважень у складі відповідно сільського, селищного, міського голови, районної в місті ради — голови відповідної ради, заступника (заступників) сільського, селищного, міського голови з питань діяльності виконавчих органів ради, керуючого справами (секретаря) виконавчого комітету, а також керівників відділів, управлінь та інших виконавчих органів ради, інших осіб. До складу виконавчого комітету сільської, селищної, міської ради входить також за посадою секретар відповідної ради.
Очолює виконавчий комітет, відповідно, сільський, селищний, міський голова, районної в місті ради — голова відповідної ради. Після закінчення повноважень ради, сільського, селищного, міського голови, голови районної в місті ради, її виконавчий комітет здійснює свої повноваження до формування нового складу виконавчого комітету.
Кількісний склад виконавчого комітету визначається самостійно відповідною радою, а його персональний склад затверджується радою за пропозицією сільського, селищного, міського голови, районної в місті ради — за пропозицією голови відповідної ради.
Основною формою роботи виконавчого комітету є його засідання, які скликаються, відповідно, сільським, селищним, міським головою (головою районної у місті ради), а у разі його відсутності чи неможливості здійснення ним цієї функції — заступником сільського, селищного, міського голови з питань діяльності виконавчих органів ради (районної у місті ради — заступником голови ради) в міру необхідності, але не рідше одного разу на місяць, і є правомочними, якщо в них бере участь більше половини від загального складу виконавчого комітету.
Відділи, управління та інші виконавчі органи сільської, селищної, міської, районної в місті ради створюються радою в межах затверджених нею структури і штатів для здійснення повноважень, що належать до відання виконавчих органів сільських, селищних, міських рад. Відділи, управління та інші виконавчі органи ради є підзвітними і підконтрольними раді, яка їх утворила, підпорядкованими її виконавчому комітету, сільському, селищному, міському голові, голові районної у місті ради. Керівники відділів, управлінь та інших виконавчих органів ради призначаються на посаду і звільняються з посади сільським, селищним, міським головою, головою районної в місті ради одноособово, а у випадках, передбачених законом, — за погодженням з відповідними органами виконавчої влади.

## Повноваження
У розділі ІІ Закону України «Про місцеве самоврядування в Україні» виділені повноваження виконавчих органів сільських, селищних, міських рад у сферах:
- соціально-економічного і культурного розвитку, планування та обліку (ст. 27);
- бюджету, фінансів та цін (ст. 28);
- управління комунальною власністю (ст. 29);
- житлово-комунального господарства (ст. 30);
- будівництва (ст. 31);
- освіти, охорони здоров'я, культури, фізкультури і спорту (ст. 32);
- регулювання земельних відносин та охорони навколишнього середовища (ст.33);
- соціального захисту населення (ст. 34);
- зовнішньоекономічної діяльності (ст. 35);
- оборонної роботи (ст. 36);
- вирішення питань адміністративно-територіального устрою (ст. 37);
- забезпечення законності, правопорядку, охорони прав, свобод і законних інтересів громадян (ст. 38);
- відзначення державними нагородами, відзнаками Президента України та присвоєння почесних звань України (ст. 39).